# Fußball-Europameisterschaft der Frauen 2005/Gruppe B
| Pl. | Land        | Sp. | S | U | N | Tore    | Diff. | Punkte |
| --- | ----------- | --- | - | - | - | ------- | ----- | ------ |
| 1.  | Deutschland | 3   | 3 | 0 | 0 | 008:000 | +8    | 09     |
| 2.  | Norwegen    | 3   | 1 | 1 | 1 | 006:500 | +1    | 04     |
| 3.  | Frankreich  | 3   | 1 | 1 | 1 | 004:500 | −1    | 04     |
| 4.  | Italien     | 3   | 0 | 0 | 3 | 004:120 | −8    | 0      |

Resultate der Gruppe B bei der Fußball-Europameisterschaft der Frauen 2005:

## Frankreich – Italien 3:1 (3:0)
| Frankreich                              | Frankreich | Italien | Italien |
| --------------------------------------- | --- | --- | ------- |
| Frankreich                              | \| 6. Juni 2005 in Preston (Deepdale) \| \| Zuschauer: 957 \| \| Schiedsrichterin: Wendy Toms ( England) \| | \| 6. Juni 2005 in Preston (Deepdale) \| \| Zuschauer: 957 \| \| Schiedsrichterin: Wendy Toms ( England) \| | Italien |
| Frankreich                              | Sarah Bouhaddi, Laura Georges, Corinne Diacre, Sandrine Soubeyrand, Stéphanie Mugneret-Béghé, Sonia Bompastor , Marinette Pichon (85. Camille Abily), Sandrine Dusang (91. Peggy Provost), Anne-Laure Casseleux, Hoda Lattaf (72. Élodie Thomis), Élise Bussaglia Cheftrainerin: Élisabeth Loisel | Carla Brunozzi, Tatiana Zorri, Sara Di Filippo, Elisabetta Tona, Chiara Gazzoli (46. Melania Gabbiadini), Patrizia Panico , Elisa Camporese, Ilaria Pasqui, Gioia Masia (39. Elena Ficarelli), Viviana Schiavi, Pamela Conti (69. Giulia Domenichetti) Cheftrainerin: Carolina Morace | Italien |
| Frankreich                              | 1:0 Hoda Lattaf (16.) 2:0 Marinette Pichon (20.) 3:0 Marinette Pichon (30.) | 3:1 Sara Di Filippo (83.) | Italien |
| Frankreich                              | Sandrine Soubeyrand | | Italien |
| 6. Juni 2005 in Preston (Deepdale)      | | |         |
| Zuschauer: 957                          | | |         |
| Schiedsrichterin: Wendy Toms ( England) | | |         |

## Deutschland – Norwegen 1:0 (0:0)
| Deutschland                                          | Deutschland | Norwegen | Norwegen |
| ---------------------------------------------------- | --- | --- | -------- |
| Deutschland                                          | \| 6. Juni 2005 in Warrington (Halliwell Jones Stadium) \| \| Zuschauer: 1.500 \| \| Schiedsrichter: Nicole Petignat ( Schweiz) \| | \| 6. Juni 2005 in Warrington (Halliwell Jones Stadium) \| \| Zuschauer: 1.500 \| \| Schiedsrichter: Nicole Petignat ( Schweiz) \| | Norwegen |
| Deutschland                                          | Silke Rottenberg, Kerstin Stegemann, Ariane Hingst, Steffi Jones, Sandra Minnert, Kerstin Garefrekes, Renate Lingor , Navina Omilade (62. Britta Carlson), Conny Pohlers (80. Petra Wimbersky), Anja Mittag, Inka Grings (71. Sandra Smisek) Cheftrainerin: Tina Theune-Meyer | Bente Nordby, Marianne Paulsen, Marit Christensen, Ane Stangeland , Gunhild Følstad, Solveig Gulbrandsen, Ingvild Stensland, Trine Rønning, Dagny Mellgren, Stine Frantzen (83. Isabell Herlovsen), Unni Lehn (66. Lise Klaveness) Cheftrainer: Bjarne Berntsen | Norwegen |
| Deutschland                                          | 1:0 Conny Pohlers (61.) | | Norwegen |
| Deutschland                                          | Renate Lingor | Stine Frantzen, Lise Klaveness, Unni Lehn | Norwegen |
| 6. Juni 2005 in Warrington (Halliwell Jones Stadium) | | |          |
| Zuschauer: 1.500                                     | | |          |
| Schiedsrichter: Nicole Petignat ( Schweiz)           | | |          |

## Frankreich – Norwegen 1:1 (1:0)
| Frankreich                                           | Frankreich | Norwegen | Norwegen |
| ---------------------------------------------------- | --- | --- | -------- |
| Frankreich                                           | \| 8. Juni 2005 in Warrington (Halliwell Jones Stadium) \| \| Zuschauer: 3.263 \| \| Schiedsrichterin: Gyöngyi Gaal ( Ungarn) \| | \| 8. Juni 2005 in Warrington (Halliwell Jones Stadium) \| \| Zuschauer: 3.263 \| \| Schiedsrichterin: Gyöngyi Gaal ( Ungarn) \| | Norwegen |
| Frankreich                                           | Sarah Bouhaddi – Peggy Provost, Laura Georges, Corinne Diacre, Sandrine Soubeyrand, Stéphanie Mugneret-Béghé (53. Marie-Ange Kramo), Sonia Bompastor , Marinette Pichon, Sandrine Dusang, Hoda Lattaf (69. Élodie Thomis), Élise Bussaglia Cheftrainerin: Élisabeth Loisel | Bente Nordby – Ane Stangeland , Gunhild Følstad, Ingvild Stensland, Siri Nordby, Marit Christensen, Trine Rønning, Solveig Gulbrandsen, Unni Lehn (46. Isabell Herlovsen), Dagny Mellgren, Stine Frantzen (63. Lise Klaveness) Cheftrainer: Bjarne Berntsen | Norwegen |
| Frankreich                                           | 1:0 Stéphanie Mugneret-Béghé (19.) | 1:1 Isabell Herlovsen (65.) | Norwegen |
| 8. Juni 2005 in Warrington (Halliwell Jones Stadium) | | |          |
| Zuschauer: 3.263                                     | | |          |
| Schiedsrichterin: Gyöngyi Gaal ( Ungarn)             | | |          |

## Italien – Deutschland 0:4 (0:2)
| Italien                             | Italien | Deutschland | Deutschland |
| ----------------------------------- | --- | --- | ----------- |
| Italien                             | \| 9. Juni 2005 in Preston (Deepdale) \| \| Zuschauer: 1.500 \| \| Schiedsrichterin: Kari Seitz ( USA) \| | \| 9. Juni 2005 in Preston (Deepdale) \| \| Zuschauer: 1.500 \| \| Schiedsrichterin: Kari Seitz ( USA) \| | Deutschland |
| Italien                             | Carla Brunozzi, Gioia Masia, Elisabetta Tona, Viviana Schiavi (46. Damiana Deiana), Tatiana Zorri, Sara Di Filippo, Elena Ficarelli, Pamela Conti (52. Giulia Domenichetti), Elisa Camporese, Ilaria Pasqui, Patrizia Panico Cheftrainerin: Carolina Morace | Silke Rottenberg, Kerstin Stegemann (18. Inka Grings), Ariane Hingst, Steffi Jones, Sandra Minnert, Kerstin Garefrekes, Britta Carlson, Renate Lingor (61. Petra Wimbersky), Conny Pohlers, Birgit Prinz , Anja Mittag (77. Sandra Smisek) Cheftrainerin: Tina Theune-Meyer | Deutschland |
| Italien                             | 0:1 Birgit Prinz (11.) 0:2 Conny Pohlers (18.) 0:3 Steffi Jones (55.) 0:4 Anja Mittag (74.) | | Deutschland |
| Italien                             | Elisa Camporese, Sara Di Filippo, Goia Masia | Conny Pohlers | Deutschland |
| 9. Juni 2005 in Preston (Deepdale)  | | |             |
| Zuschauer: 1.500                    | | |             |
| Schiedsrichterin: Kari Seitz ( USA) | | |             |

## Frankreich – Deutschland 0:3 (0:0)
| Frankreich                                             | Frankreich | Deutschland | Deutschland |
| ------------------------------------------------------ | --- | --- | ----------- |
| Frankreich                                             | \| 12. Juni 2005 in Warrington (Halliwell Jones Stadium) \| \| Zuschauer: 3.835 \| \| Schiedsrichterin: Cristina Floarea Ionescu ( Rumänien) \| | \| 12. Juni 2005 in Warrington (Halliwell Jones Stadium) \| \| Zuschauer: 3.835 \| \| Schiedsrichterin: Cristina Floarea Ionescu ( Rumänien) \| | Deutschland |
| Frankreich                                             | Sarah Bouhaddi, Sandrine Dusang, Laura Georges, Corinne Diacre, Peggy Provost, Stéphanie Mugneret-Béghé (31. Marie-Ange Kramo), Camille Abily (80. Candie Herbert), Sonia Bompastor , Sandrine Soubeyrand, Marinette Pichon (80. Hoda Lattaf), Louisa Nécib Cheftrainerin: Élisabeth Loisel | Silke Rottenberg – Kerstin Garefrekes, Ariane Hingst, Steffi Jones, Sandra Minnert – Inka Grings, Navina Omilade, Renate Lingor (79. Britta Carlson), Conny Pohlers (46. Pia Wunderlich) – Birgit Prinz , Anja Mittag (46. Sonja Fuss) Cheftrainerin: Tina Theune-Meyer | Deutschland |
| Frankreich                                             | 0:1 Inka Grings (72.) 0:2 Renate Lingor (77., Foulelfmeter) 0:3 Sandra Minnert (83.) | | Deutschland |
| Frankreich                                             | Sarah Bouhaddi | Navina Omilade | Deutschland |
| 12. Juni 2005 in Warrington (Halliwell Jones Stadium)  | | |             |
| Zuschauer: 3.835                                       | | |             |
| Schiedsrichterin: Cristina Floarea Ionescu ( Rumänien) | | |             |

## Norwegen – Italien 5:3 (4:1)
| Norwegen                                       | Norwegen | Italien | Italien |
| ---------------------------------------------- | --- | --- | ------- |
| Norwegen                                       | \| 12. Juni 2001 in Preston (Deepdale) \| \| Zuschauer: 1.154 \| \| Schiedsrichterin: Dagmar Damkova ( Tschechien) \| | \| 12. Juni 2001 in Preston (Deepdale) \| \| Zuschauer: 1.154 \| \| Schiedsrichterin: Dagmar Damkova ( Tschechien) \| | Italien |
| Norwegen                                       | Bente Nordby, Ane Stangeland , Gunhild Følstad, Ingvild Stensland, Marit Christensen, Trine Rønning (46. Unni Lehn), Solveig Gulbrandsen, Isabell Herlovsen (83. Stine Frantzen), Dagny Mellgren, Marianne Paulsen, Lise Klaveness Cheftrainer: Bjarne Berntsen | Carla Brunozzi, Giulia Domenichetti (54. Valentina Boni), Tatiana Zorri, Elisabetta Tona, Patrizia Panico , Elisa Camporese, Ilaria Pasqui (90. Viviana Schiavi), Valentina Lanzieri (63. Damiana Deiana), Elena Ficarelli, Melania Gabbiadini, Pamela Conti Cheftrainerin: Carolina Morace | Italien |
| Norwegen                                       | 1:0 Lise Klaveness (7.) 2:1 Marit Christensen (29.) 3:1 Solveig Gulbrandsen (35.) 4:1 Dagny Mellgren (44.) 5:2 Lise Klaveness (57.) | 1:1 Melania Gabbiadini (8.) 4:2 Melanie Gabbiadini (53.) 5:3 Elisa Camporese (69.) | Italien |
| Norwegen                                       | Elisa Camporese, Pamela Conti | | Italien |
| 12. Juni 2001 in Preston (Deepdale)            | | |         |
| Zuschauer: 1.154                               | | |         |
| Schiedsrichterin: Dagmar Damkova ( Tschechien) | | |         |